# Садек (Шидловецький повіт)
Садек (пол. Sadek) — село в Польщі, у гміні Шидловець Шидловецького повіту Мазовецького воєводства.
Населення — 947 осіб (2011).

## Демографія
Демографічна структура станом на 31 березня 2011 року:
|          | Загалом | Допрацездатний вік | Працездатний вік | Постпрацездатний вік |
| -------- | ------- | ------------------ | ---------------- | -------------------- |
| Чоловіки | 460     | 95                 | 305              | 60                   |
| Жінки    | 487     | 97                 | 257              | 133                  |
| Разом    | 947     | 192                | 562              | 193                  |